# Trójkąt Sherrena
Trójkąt Sherrena – występujący niekiedy w ostrym zapaleniu wyrostka robaczkowego obszar przeczulicy. Odpowiada mniej więcej powierzchni talerza prawej kości biodrowej (niekiedy jest większy i przekracza linię środkową ciała), kieruje się wierzchołkiem do pachwiny. Przeczulica może występować w obrębie kilku mniejszych pól skórnych w obrębie tego trójkąta (zwykle jest silniejsza na odcinku bliższym pępkowi) lub może nie występować wcale.
Trójkat Sherrena odpowiada strefie Heada dla wyrostka robaczkowego w jego typowym umiejscowieniu. Występuje w obszarze unerwienia skóry przez piersiowe gałęzie grzbietowe nerwów Th10, Th11, Th12 i L1. Przeczulica na tym obszarze skóry może pojawić się także przy zapaleniu przydatków, stanie zapalnym jelita grubego i innych ostrych schorzeniach jamy brzusznej. Eponim upamiętnia angielskiego chirurga, Jamesa Sherrena.